# Tequus
Tequus – rodzaj błonkówek z rodziny Pergidae.

## Taksonomia
Rodzaj Tequus został opisany w 1990 roku przez Davida Smitha. Gatunkiem typowym jest Acorduleceros ruficeps.

## Zasięg występowania
Przedstawiciele tego rodzaju występują w Ameryce Południowej od Kolumbii na płn. po Argentynę na płd.

## Znaczenie dla człowieka
Niektóre gatunki powodują szkody w uprawach ziemniaka w Boliwii oraz Peru.

## Systematyka
Do  Tequus zaliczanych jest 14 gatunków:
- Tequus chilensis
- Tequus colombianus
- Tequus cretoa
- Tequus ducra
- Tequus karpa
- Tequus munroi
- Tequus nexa
- Tequus porteri
- Tequus pyqua
- Tequus ruficeps
- Tequus schrottkyi
- Tequus schuhi
- Tequus vikrea
- Tequus willei